# 河床劇團
河床劇團，1998年成立於台北的表演藝術團體，現任藝術總監為來自美國的郭文泰 (Craig Quintero) ，代表作為2011年「開房間」戲劇節(Just for You Festival)，獲選為第十屆台新藝術獎表演藝術年度十大，並陸續受邀至臺北市立美術館、國立臺灣美術館進行不同的「開房間」計劃。曾兩度參與由國家兩廳院主辦的國際劇場藝術節，分別是2010年的作品《惡之華》，以及2014年的《千圈の旅》。

## 外部連結
- 河床劇團